# Умершие в августе 1994 года
Это список известных людей, соответствующих установленным критериям значимости (см. Википедия:Критерии значимости персоналий), умерших в августе 1994 года.
Причина смерти указывается лишь в исключительных случаях (убийство, самоубийство, гибель в результате военных действий, смертная казнь, ДТП или несчастные случаи). В остальных случаях — не указывается.
- 1 августа — Йонас Грайчюнас (91) — литовский советский поэт и переводчик.
- 1 августа — Валерий Ярды (46) — советский спортсмен, заслуженный мастер спорта СССР по велосипедному спорту.
- 2 августа — Георгий Назарьев (69) — Герой Советского Союза
- 3 августа — Иннокентий Смоктуновский (69) — советский российский актёр театра и кино, народный артист СССР (1974).
- 3 августа — Евгений Симонов (69) — советский театральный режиссёр, театральный педагог, народный артист СССР (1969).
- 4 августа — Сатым Нурметов (69) — Герой Советского Союза
- 4 августа — Евгений Пономаренко (85) — украинский советский театральный и киноактёр.
- 5 августа — Василий Гутник (72) — Полный кавалер ордена Славы.
- 5 августа — Клайв Робертсон Колдуэлл (84) — лучший австралийский лётчик-ас Второй мировой войны.
- 6 августа — Доменико Модуньо (66) — итальянский певец, композитор, актёр и общественный деятель.
- 6 августа — Александр Осипенко (74) — белорусский советский прозаик, кинодраматург.
- 7 августа — Филипп Косолапов (75) — Герой Советского Союза
- 8 августа — Леонид Леонов (95) — русский советский писатель.
- 8 августа — Дмитрий Якушкин (71) — советский разведчик, генерал-майор.
- 10 августа — Пётр Дергунов (78) — Герой Социалистического Труда.
- 10 августа — Владимир Меланьин (60) — советский биатлонист. Заслуженный мастер спорта СССР.
- 10 августа — Иван Романенко (86) — Герой Советского Союза
- 10 августа — Борис Ситко (80) — советский актёр театра и кино. Народный артист РСФСР.
- 11 августа — Станислав Чекан (72) — советский актёр театра и кино.
- 12 августа — Валдис Крогис (60) — советский и латвийский оператор документального кино.
- 13 августа — Валентин Кузин (67) — советский хоккеист. Заслуженный мастер спорта СССР.
- 13 августа – Саймон Роберт Наали (28) – танзанийский марафонец, бронзовый призёр Игр содружества 1990 г.
- 13 августа – Лолита Ойсон (79) - писательница и поэтесса с Антильских островов.
- 14 августа — Элиас Канетти (89) — австрийский писатель, лауреат Нобелевской премии по литературе (1981).
- 15 августа — Павел Зинченко (71) — старшина Рабоче-Крестьянской Красной армии, участник Великой Отечественной войны, полный кавалер ордена Славы.
- 15 августа — Алексей Мищенко (76) — Герой Советского Союза.
- 17 августа — Владимир Белый (72) — белорусский учёный в области механики металлополимерных систем, трения и композиционного материаловедения.
- 17 августа — Борис Кырвер (77) — эстонский советский композитор.
- 18 августа — Вазген I (85) — Патриарх и Католикос всех армян, глава Армянской Апостольской Церкви в 1955—1994.
- 18 августа — Йешаяху Лейбович (91) — еврейский философ, занимался также исследованиями в области химии, врач, выходец из Германии.
- 18 августа — Николай Смирнов (27) — советский и российский военнослужащий, командир отделения десантно-штурмовой манёвренной группы 117-го Московского пограничного отряда, младший сержант. Герой Российской Федерации (1994, посмертно), погиб в бою.
- 18 августа — Токарев, Вячеслав Владимирович (22) — советский и российский военнослужащий, лейтенант,  заместитель начальника 3-й пограничной заставы по работе с личным составом десантно-штурмовой маневренной группы 117-го Московского пограничного отряда Группы российских пограничных войск в Таджикистане. Герой Российской Федерации (1994, посмертно); погиб в бою.
- 19 августа — Владимир Абрамов (74) — Герой Советского Союза.
- 19 августа — Роберт Рождественский (62) — советский российский поэт; инфаркт.
- 21 августа — Владимир Абрамов (74) — Герой Советского Союза.
- 21 августа — Эгонс Майсакс (46) — латвийский и советский актёр театра и кино.
- 21 августа — Артемий Яровой (85) — Герой Советского Союза.
- 22 августа — Марк Еффа (68) — крупный инженер и учёный, разработчик гироскопов для ракетно-космической техники.
- 22 августа — Георгий Зедгенидзе (90) — советский рентгенолог и радиолог, академик АМН СССР.
- 23 августа — Анатолий Ионов (77) — подполковник Советской Армии, участник Великой Отечественной войны, Герой Советского Союза.
- 23 августа — Александр Шворин (62) — советский актёр театра и кино.
- 24 августа — Константин Брехов (87) — советский государственный и партийный деятель,министр химического и нефтяного машиностроения СССР (1965-1986), Герой Социалистического Труда.
- 24 августа — Роман Жуков (69) — Герой Советского Союза.
- 25 августа — Иван Рожанский (80) — советский историк античной и эллинистической науки и философии.
- 26 августа — Анатолий Анпилов (79) — участник Великой Отечественной войны, Герой Советского Союза.
- 26 августа — Владимир Бурич (62) — русский поэт.
- 26 августа — Анвар Гатауллин (71) — участник Великой Отечественной войны, Герой Советского Союза.
- 26 августа — Александр Паршин (71) — Полный кавалер Ордена Славы.
- 26 августа — Владимир Сенченко (72) — участник Великой Отечественной войны, Герой Советского Союза.
- 26 августа — Иван Ткаченко (75) — советский украинский педагог.
- 27 августа — Эюб Мамедов (73) — азербайджанский живописец.
- 28 августа — Олег Мамаев — советский океанолог, профессор, заведующий кафедрой океанологии МГУ.
- 28 августа — Иван Фетняев (77) — Герой Советского Союза.
- 29 августа — Иван Алтухов (74) — Герой Советского Союза.
- 29 августа — Михаил Малышев (78) — Герой Советского Союза.
- 30 августа — Сергей Пшенный — Герой Советского Союза.
- 30 августа — Мидхат Салихов (70) — Герой Советского Союза.
- 31 августа — Паул Михня (73) — молдавский и румынский поэт.